# Dyzopiramid
Dyzopiramid, dizopiramid (łac. disopyramidum) – wielofunkcyjny organiczny związek chemiczny, stosowany jako lek klasy IA leków przeciwarytmicznych. Działa depresyjnie na mięsień sercowy oraz układ bodźcotwórczo-przewodzący. Pod względem właściwości farmakologicznych podobny do chinidyny i prokainamidu. Zwalnia depolaryzację diastoliczną. Blokując kanał sodowy, wydłuża okres repolaryzacji i refrakcji w przedsionkach i komorach, osłabia kurczliwość mięśnia sercowego. Nie działa na receptory adrenergiczne. Wywiera silne działanie cholinolityczne.

## Farmakokinetyka
Lek wchłania się w 70–80% z przewodu pokarmowego, osiągając maksymalne stężenie w osoczu krwi po 2–3 godzinach. Wiązanie z białkami zależy od stężenia leku w osoczu; waha się ono od 60% do 80%. Biologiczny okres półtrwania wynosi 6–8 godzin. Metabolizm dyzopiramidu przebiega w wątrobie. Wydalanie następuje przez nerki.

## Wskazania
- nadkomorowe zaburzenia rytmu
- przedwczesne skurcze komorowe
- komorowe zaburzenia rytmu
- kardiomiopatia przerostowa
- migotanie przedsionków i częstoskurcz komorowy
- omdlenia wazowagalne

## Przeciwwskazania
- nadwrażliwość na lek
- zespół Wolffa-Parkinsona-White’a
- blok przedsionkowo-komorowy II i IIIº
- blok odnogi pęczka Hisa
- niewydolność krążenia
- wstrząs kardiogenny
- miastenia
- hipokalemia
- jaskra
- przerost gruczołu krokowego
- wrodzone wydłużenie odstępu QT

## Działania niepożądane
Ze względu na działanie cholinolityczne dyzopiramid może wywołać działania niepożądane:
- suchość w jamie ustnej
- zaburzenia akomodacji
- zaburzenia żołądkowo-jelitowe
- trudności w oddawaniu moczu

Ponadto mogą wystąpić:
- żółtaczka cholestatyczna
- hipotensja
- hipoglikemia
- różnego rodzaju dysrytmie
- nasilenie niewydolności krążenia
- zmniejszenie kurczliwości serca
- spadek ciśnienia tętniczego krwi
- zmniejszenie stężenia glukozy
- bóle i zawroty głowy
- ostre psychozy

Objawy ustępują po odstawieniu leku.

## Preparaty
- Disocor – kapsułki 0,1 g
- Rythmodan – kapsułki 0,1 g

## Dawkowanie
Dawki dobiera się indywidualnie pod nadzorem kardiologicznym, przy jednoczesnej kontroli EKG i ciśnienia tętniczego.
Doustnie, zazwyczaj 300–600 mg na dobę w 2–4 dawkach podzielonych.
U pacjentów w podeszłym wieku zaleca się ostrożne dobieranie dawki.
Wskazane jest monitorowanie stężenia leku we krwi. Zalecane dawki terapeutyczne to 2–5 µg/ml; dawka powyżej 9 µg/ml jest toksyczna.